# Alchemilla omalophylla
Alchemilla omalophylla é uma espécie de rosácea do gênero Alchemilla, pertencente à família Rosaceae.